# Lygropia imparalis
Lygropia imparalis là một loài bướm đêm trong họ Crambidae.